# جیمز ولفنسون
سِر جیمز دیوید وُلفِـنسون (به انگلیسی: James David Wolfensohn) (زاده ۱ دسامبر ۱۹۳۳ – درگذشته ۲۵ نوامبر ۲۰۲۰)، دارای نشان شوالیهٔ فرماندهِ رتبهٔ امپراتوری بریتانیا (KBE)، نهمین رئیس بانک جهانی از ژوئیه ۱۹۹۵ تا ژوئن ۲۰۰۵ به مدت دو دوره ۵ ساله بوده است.
جیمز در ۱ ژوئیه ۱۹۹۵ رئیس بانک جهانی شد. او توسط هیئت مدیره این بانک از مدیران اجرایی به اتفاق آرا برای یک دوره پنج ساله دیگر در سال ۲۰۰۰ مورد حمایت قرار گرفت. او در طول عمر حرفه‌ای خود به عنوان ریاست بانک جهانی از بیش از ۱۲۰ کشور سراسر جهان بازدید کرد.
وی همچنین به عنوان مشاور در صندوق کسب و کار مردمی خدمت می‌کند.
جیمز ولفنسون به عنوان نماینده کشورش در رشته شمشیربازی در بازی‌های المپیک تابستانی ۱۹۵۶ شرکت داشت.